# انجمن حفاظت از طبیعت در اسرائیل
انجمن حفاظت از طبیعت در اسرائیل (به عبری: החברה להגנת הטבע، HaHevra LeHaganat HaTeva) یا SPNI، یک سازمان غیرانتفاعی محیط‌زیستی اسرائیلی است که به‌منظور حفظ گیاهان، حیوانات و محیط‌های طبیعی که نمایانگر تنوع زیستی هستند، فعالیت می‌کند. این سازمان با حفاظت از زمین‌ها و آب‌های مورد نیاز برای بقای آن‌ها، قدیمی‌ترین و بزرگ‌ترین سازمان حفاظتی در اسرائیل است.

## تاریخچه
انجمن حفاظت از طبیعت در اسرائیل (SPNI) در سال ۱۹۵۳ توسط ازاریا آلون و آموتز زاحوی به‌منظور پاسخ به برنامه‌های تخلیه دره هولا تأسیس شد. دولت اسرائیل و صندوغ ملی یهودیان (JNF) در نهایت بخش اعظم باتلاق‌های هولا را برای جلوگیری از گسترش مالاریا و ایجاد زمین‌های کشاورزی خشک کردند. پس از ۴۰ سال فعالیت‌های تبلیغاتی  انجمن حفاظت از طبیعت در اسرائیل (SPNI)، حدود ۱۰٪ از باتلاق‌های هولا در اوایل دهه ۱۹۹۰ دوباره آبگیری شد.
در سال ۱۹۸۰، انجمن حفاظت از طبیعت در اسرائیل (SPNI) به همراه ازاریا آلون، آموتز زاحوی و یوآو ساگی، جایزه اسرائیل  را به‌خاطر مشارکت ویژه‌اش در جامعه و دولت برای محیط‌زیست دریافت کرد (دریافت‌کنندگان این جایزه، شهروندان یا سازمان‌های اسرائیلی هستند که در زمینه‌های خود برتری نشان داده‌اند یا به‌طور قابل توجهی به فرهنگ و تمدن اسرائیل کمک کرده‌اند.)

## بخش های اصلی این انجمن
مابین شهروندان اسرائیل انجمن حفاظت از طبیعت در اسرائیل محبوبیت فوق العاده ای  به‌خاطر حمایت ان  از پیاده‌روی‌ها در عمق طبیعت سرزمین اسرائیل دارد. امروزه، پیاده‌روی‌های انجمن حفاظت از طبیعت در اسرائیل (SPNI) به زبان عبری راهنمایی می‌شود - تنها تورهای منظم طبیعت به زبان انگلیسی از طریق شعبه انجمن حفاظت از طبیعت در اسرائیل -اورشلیم انجام می‌شود.
همچنین این سازمان در تلاش‌های سیاسی و بهبود محیط‌زیست فعال است. پروژه‌ها شامل تهیه یک برنامه مدیریت کشاورزی برای دره حوله به‌منظور تأمین سلامت درنای خاکستری، و جلوگیری از خشک کردن یک منطقه وسیع از نمک‌زارها، آخرین مکان تولیدمثل در اسرائیل برای شبگرد نوبه‌ای، بوده است. 
کمپین سال ۲۰۰۴ برای ایجاد قانون حفاظت از سواحل ، که توسعه جدید را در هر منطقه‌ای در شعاع ۳۰۰ متر از خط ساحلی ممنوع می‌کند، یکی از دستاوردهای قابل توجه بود. با نزدیک به ۸۰۰ کارمند،  انجمن حفاظت از طبیعت در اسرائیل یک سازمان غیرانتفاعی بسیار بزرگ با طیف وسیعی از فعالیت‌ها است، بنابراین انجمن حفاظت از طبیعت در اسرائیل به‌طور همزمان با نام‌های مختلف شعبات خود و نام «SPNI» شناخته می‌شود.

### بخش دفاع از محیط زیست
دپارتمان حفاظت از محیط‌زیست SPNI (EPD) ناظر و مدافع فضای باز کمیاب باقی‌مانده در اسرائیل است. مهاجرت انبوه به کاهش منابع آبی، افزایش استفاده از زمین برای مسکن و توسعه صنعتی، و مشکلات عمده ترافیک و آلودگی منجر شده است. اسرائیل امروزه بسیار شهری شده است و یکی از بالاترین نرخ‌های تراکم جمعیت در جهان را دارد. در سطح ملی، تعداد افراد در هر کیلومتر مربع بسیار نزدیک به ژاپن است، در حالی که تراکم جمعیت در منطقه تل‌آویو بالاتر از هنگ‌کنگ است. انجمن حفاظت از طبیعت در اسرائیل به‌دنبال یافتن راه‌حل‌های خلاقانه برای حفظ اکوسیستم شکننده اسرائیل است.
- رودخانه ها - رودخانه‌های اسرائیل در وضعیت بحرانی قرار دارند. مشکلات شامل تخلیه آب - تخلیه آب از مسیرهای آبی برای استفاده‌های صنعتی، کشاورزی و مسکونی؛ دفع فاضلاب - دفع فاضلاب و سایر زباله‌ها، که اغلب سمی هستند، در رودخانه‌ها؛ عدم اجرای قوانین—برنامه‌های حفاظت از رودخانه‌ها و جویبارها به تعویق افتاده است؛ و توسعه سریع - توسعه ناپایدار زمین در امتداد سواحل جویبارها به رودخانه‌ها، جویبارها و زیستگاه‌های آبی آسیب جدی می‌زند. کمپین بازسازی رودخانه‌های انجمن حفاظت از طبیعت در اسرائیل (SPNI) به‌طور استراتژیک مشکلات را بررسی کرده، راه‌حل‌هایی پیشنهاد می‌کند و با سازمان‌های مختلف ارتباط برقرار می‌کند تا بر روی یک برنامه جامع توافق حاصل کند، در حالی که یک کمپین آگاهی عمومی در مورد مسائل مدیریت رودخانه‌ها، جویبارها و آب‌ها برگزار می‌کند.
- مدیریت یکپارچه سواحل - ساحل مدیترانه یکی از بزرگترین دارایی‌های تفریحی و گردشگری کشور است. ایجاد ماریناها، مسکن‌های ساحلی و سواحل خصوصی، لذت‌بردن از این دارایی را برای عموم محدود می‌کند. انجمن حفاظت از طبیعت در اسرائیل در همه سطوح در تلاش است تا سواحل اسرائیل را تمیز، از نظر اکولوژیکی طبیعی و در دسترس عموم نگه‌دارد.
- دریاچهٔ جَلیل و مسیر پیاده روی ساحل کینرت - منبع اصلی آب شیرین اسرائیل دریاچه کینرت (دریاچهٔ جَلیل) است. این دریاچه که یکی از مکان‌های زیبای مهم برای اسرائیلی‌ها و بازدیدکنندگان است، سال‌هاست که با تهدیداتی از قبیل استفاده بیش از حد از آب‌های آن و تجاری‌سازی سواحلش مواجه بوده است. پروژه دریاچه کینرت انجمن حفاظت از طبیعت در اسرائیل همکاری تمام طرف‌های درگیر را برای حفظ سطح آب کینرت و دسترسی سواحل آن برای عموم در نسل‌های آینده جلب می‌کند.
- پارک های شهری -انجمن حفاظت از طبیعت در اسرائیل به ترویج حفظ و ایجاد پارک‌های شهری و مناطق تفریحی جدید در مرکز اسرائیل می‌پردازد. این سازمان به‌منظور استفاده از این مناطق به‌عنوان پارک‌ها در نواحی پرجمعیت که از پارک‌ها محروم هستند، برای ایجاد قانونی، زیرساخت‌ها در مناطق عمومی لابی‌گری می‌کند. موفقیت این پروژه اطمینان می‌دهد که در منطقه مرکزی پرجمعیت اسرائیل، ۸ فضای باز وجود خواهد داشت که به‌عنوان مناطق تفریحی، طبیعی و ورزشی نزدیک به محل زندگی عمل خواهند کرد.[۱۰]
- موارد قانونی - واحد حقوق و محیط‌زیست به انجمن حفاظت از طبیعت در اسرائیل امکان می‌دهد که به سوالات حقوقی که به وجود می‌آید پاسخ دهد و ابزارهای حقوقی را در برنامه‌های استراتژیک کمپین‌های انجمن حفاظت از طبیعت در اسرائیل برای دفاع از منابع طبیعی باارزش اسرائیل گنجانده و استفاده کند. این بازوی حقوقی همچنین خدمات حقوقی به برنامه های انجمن حفاظت از طبیعت در اسرائیل ارائه می‌دهد، از جمله: هماهنگ‌کنندگان منطقه‌ای که منافع محیط‌زیستی را در کمیته‌های برنامه‌ریزی منطقه‌ای نمایندگی می‌کنند، برنامه‌ریز EPD که منافع محیط‌زیستی را در شورای برنامه‌ریزی و ساخت‌وساز ملی و کمیته‌های زیرمجموعه آن نمایندگی می‌کند، و مراکز حیات‌وحش، پستانداران و پرندگان‌شناسی، و موارد دیگر.
- کیفیت هوا / حمل و نقل - ترافیک، تراکم و شلوغی، همراه با آلودگی هوای ناشی از آن، بحران بهداشت عمومی ایجاد کرده‌اند. انجمن حفاظت از طبیعت در اسرائیل در تلاش است تا سیاست حمل‌ونقل شهری پایدار را با استفاده از وسایل حمل‌ونقل عمومی جایگزین و ارتقاء معیارهای جدید برای ساخت‌وساز جاده‌ها توسعه دهد.

## فضای باز و آزاد
زمین به کالای ارزشمندی تبدیل شده است و انگیزه اقتصادی برای توسعه‌دهندگان بسیار جذاب است. انجمن حفاظت از طبیعت در اسرائیل در خط مقدم محافظت از زمین‌های بکر و دست‌نخورده در حالت طبیعی خود برای حیات‌وحش، پرندگان و تفریح، در حالی که توسعه پایدار را ترویج می‌دهد، قرار دارد. این سازمان تلاش می‌کند تا مناطق مسکونی گسترش یابند بدون اینکه جنگل‌های اسرائیل که سال‌ها برای کاشت آن‌ها تلاش شده است، قطع شوند.

## بخش حفاظت از پرندگان
با پنجصد میلیون پرنده که هر سال دو بار از طریق آسمان‌های اسرائیل مهاجرت می‌کنند، دوستداران طبیعت به پتانسیل منحصر به فرد اسرائیل به‌عنوان یک ابر قدرت پرندگان‌شناسی توجه کرده‌اند. انجمن حفاظت از طبیعت در اسرائیل، از طریق مرکز پرندگان‌شناسی اسرائیل (IOC) و مرکز بین‌المللی مطالعه مهاجرت پرندگان (ICSBM)، پیشرو در مشارکت اسرائیل در دنیای حفاظت از حیات‌وحش و حفاظت از گونه‌های پرندگان تهدیدشده به‌واسطه شهری‌سازی و توسعه اقتصادی است. 
انجمن حفاظت از طبیعت در اسرائیل حامی مسابقه بین‌المللی پرندگان به نام «قهرمانان مسیر پرواز» است، که رقابتی برای پرندگان و جمع‌آوری کمک‌های مالی است و پول‌های جمع‌آوری‌شده را برای شرکای انجمن جهانی پرندگان در اطراف مدیترانه به‌منظور جلوگیری از شکار و به دام انداختن غیرقانونی پرندگان مهاجر استفاده می‌کند.
مرکز پرندگان‌شناسی اسرائیل (IOC) - مرکز پرندگان‌شناسی اسرائیل (IOC) که در سال ۱۹۸۰ تأسیس شده است، به‌دنبال حفظ گونه‌های در خطر انقراض مانند کمرکلی کوچک، لک‌لک‌ها و دراج هووبارا است. این مرکز چندین پروژه موفق جاری دارد، از جمله بازسازی و حفاظت از زیستگاه‌های پرندگان؛ رهبری فعالیت‌های تحقیق و پایش؛ و اجرای برنامه‌های آموزشی متعدد در مدارس در سرتاسر اسرائیل.
مرکز بین‌المللی مطالعه مهاجرت پرندگان (ICSBM) - مرکز لطرون توسط یوسی لشم تأسیس شد که مدیر اجرایی انجمن حفاظت از طبیعت در اسرائیل (SPNI) از سال ۱۹۹۱ تا ۱۹۹۵ بود و اکنون مدیر مرکز و پژوهشگر ارشد در بخش جانورشناسی دانشکده علوم زیستی دانشگاه تل‌آویو است. ICSBM - لطرون ابتکار مشترک انجمن حفاظت از طبیعت در اسرائیل (SPNI) و دانشگاه تل‌آویو است. این مرکز به بسیاری از پروژه‌های پیشرفته و خلاقانه آموزشی می‌پردازد، از جمله تحقیق در مورد مهاجرت، ایمنی پرواز، آموزش زیست‌محیطی، طبیعت‌گردی و همکاری‌های بین‌المللی.

## اموزش وپرورش
برنامه‌های آموزشی انجمن حفاظت از طبیعت در اسرائیل به اسرائیلی‌های هر سن و قشری می‌رسد - بیش از ۵۰٪ از کودکان و نوجوانان اسرائیلی در برنامه‌های آموزشی انجمن حفاظت از طبیعت در اسرائیل شرکت دارند! انجمن حفاظت از طبیعت در اسرائیل معتقد است که با تقویت ارتباط جوانان با زمین، میراث و جوامع خود، نسلی پرورش می‌یابد که به اسرائیل کمک می‌کند تا جامعه‌ای قوی بسازد و نگران حفظ گنجینه‌های طبیعی اسرائیل برای همیشه باشد.
- کودکان و نوجوانان تغیر ایجاد می کنند - مشارکت فعال دانش‌آموزان در برنامه «کودکان تغییر ایجاد می‌کنند» انجمن حفاظت از طبیعت در اسرائیل و ارتباطاتی که در خلال رویدادهای بزرگی مانند کنفرانس سالانه کودکان بین دانش‌آموزان از سراسر اسرائیل برقرار می‌شود، منجر به ایجاد یک شبکه ملی از جوانان فعال در حوزه محیط‌زیست شده است که در کمپین‌ها و رویدادهای زیست‌محیطی شرکت می‌کنند. از سوی دیگر، مدارس شرکت‌کننده موظف به پذیرش تفکر زیست‌محیطی و مدیریت سبز در همکاری با جامعه و محله هستند.
- اسرائیل زیبا - در سرتاسر اسرائیل، کودکان و نوجوانان در حال تلاش برای پاکسازی محیط‌زیست هستند. برنامه «اسرائیل زیبا» شامل پذیرش مکان‌ها، استفاده هوشمندانه از منابع و اقدام‌های پاکسازی زباله‌ها در فرآیند آموزش زیست‌محیطی است.
- موظفیت به محیط زیست - تمام دانش‌آموزان کلاس دهم اسرائیل موظف به انجام کار داوطلبانه در جوامع محلی خود هستند، حداقل شصت ساعت در طول سال تحصیلی از طریق برنامه ملی «مسئولیت شخصی»، که به جوانان آگاهی از مسئولیت مدنی را آموزش می‌دهد. برنامه «مربوط به محیط‌زیست» انجمن حفاظت از طبیعت در اسرائیل گزینه‌های دانش‌آموزان را به حوزه کارهای زیست‌محیطی گسترش می‌دهد.
- جهت یابی - سازمان جوانان انجمن حفاظت از طبیعت در اسرائیل از آموزش طبیعت برای پرورش رهبران تاثیرگذار آینده برای اسرائیل پایدار استفاده می‌کند. از افولا تا بئرشبع، گروه‌های جهت‌یابی هر هفته ملاقات کرده و حدود ۱۸ پیاده‌روی در سال ارائه می‌دهند.
- جهت گیری چند فرهنگی - برنامه‌ها از دروس و سفرهای میدانی در محل برای جوانان حبشی و قفقازی متنوع است که به آن‌ها کمک می‌کند تا ادغام شوند و اسرائیل را به‌طور واقعی بشناسند. فعالیت‌های جهت‌یابی چندفرهنگی که توسط حامیان مالی پشتیبانی می‌شود، فرصت‌هایی برای تقویت حس تعلق شخصی و اجتماعی و توانمندسازی فردی از طریق مقابله با چالش‌های فیزیکی و احساسی فراهم می‌کند.
- مراکز اجتماعات زیست محیطی - (به عبری معروف به MaLaShim، که مخفف "מרכז לימודי שדה" به معنای «مرکز مطالعات میدانی» است) – انجمن حفاظت از طبیعت در اسرائیل (SPNI) شبکه‌ای از حدود دوازده مرکز جامعه زیست‌محیطی را اداره می‌کند که عمدتاً به شهرهای توسعه‌یافته با خدمات اجتماعی محدود خدمات می‌دهند، جایی که جمعیت با مشکلات مختلفی مانند بیکاری و فقر مواجه است. مالاشیم فعالیت‌های تفریحی در مدرسه و بعد از مدرسه را که به محیط‌زیست و طبیعت مربوط می‌شود، از جمله سفرهای طبیعی گهگاهی برای کل خانواده، ارائه می‌دهند. در طول سه دهه گذشته، مالاشیم به بخشی حیاتی از برنامه‌های آموزشی و فوق‌برنامه محلی تبدیل شده‌اند. برخی از مالاشیم کودکان یهودی و عرب محروم را گرد هم می‌آورند و برخی دیگر به جمعیت‌هایی که به شدت تحت تأثیر تروریسم قرار دارند، مانند در سدروت در مرز غزه، خدمات ارائه می‌دهند.

## شاخه های شهری
پیشبرد فعالیت‌های زیست‌محیطی در مناطق کلان‌شهری اصلی اسرائیل بخشی جدایی‌ناپذیر از تلاش‌های کلی انجمن حفاظت از طبیعت در اسرائیل است. با رویکرد میدانی و عملی، کارکنان انجمن حفاظت از طبیعت در اسرائیل مراکز اکولوژیک شهری را اداره می‌کنند که از آن‌ها برای افزایش آگاهی در مورد مسائل زیست‌محیطی با ساکنان همکاری کرده و فعالیت‌های آموزشی برای کودکان، جوانان و بزرگسالان برگزار می‌کنند تا حس افتخار و تعلق به زمین را ترویج دهند. 
این مراکز همچنین به‌عنوان هسته‌ای عمل می‌کنند که انجمن حفاظت از طبیعت در اسرائیل فعالیت‌های مردمی را سازمان‌دهی و هماهنگ می‌کند، در فعالیت‌های برنامه‌ریزی منطقه‌ای شرکت می‌کند و مسائل زیست‌محیطی را با نهادهای دولتی محلی ترویج می‌دهد. شعب عمده انجمن حفاظت از طبیعت در اسرائیل در اورشلیم، تل‌آویو، بئرشبع، حیفا و مودیعین قرار دارند.

## گردشگری زیست‌بومی
انجمن حفاظت از طبیعت در اسرائیل احتمالاً به خاطر شبکه مدارس میدانی خود که در کنار سازمان باغات و مناطق طبیعی اسرائیل تأسیس شده‌اند، بیشترین شناخته‌شدگی را دارد. ده‌ها هزار اسرائیلی و گردشگر در پیاده‌روی‌ها و تورهای راهنمایی شده انجمن حفاظت از طبیعت در اسرائیل که بر مطالعه طبیعت تمرکز دارد، شرکت می‌کنند. سیستم مدارس میدانی انجمن حفاظت از طبیعت در اسرائیل سه حوزه اصلی فعالیت را ترکیب می‌کند:
- آموزش – آموزش جوانان و بزرگسالان دربارهٔ منطقه؛
- حفاظت – حفاظت از محیط‌زیست طبیعی منطقه؛
- و تحقیق – جمع‌آوری اطلاعات دربارهٔ منطقه به‌همراه با بخش‌های مختلفانجمن حفاظت از طبیعت در اسرائیل مدارس میدانی بخشی جدایی‌ناپذیر از عملیاتانجمن حفاظت از طبیعت در اسرائیل هستند، یک نقطه کانونی برای فعالیت‌های زیست‌محیطی محلی به‌شمار می‌روند و نقش پیشگامانه‌ای در گردشگری و آموزش زیست‌محیطی اسرائیل ایفا می‌کنند.[۱۳]